# Frank Schade
Frank Schade (Wausau, 22 gennaio 1950) è un ex cestista e allenatore di pallacanestro statunitense, professionista nella NBA.

## Carriera
Venne selezionato dai Cincinnati Royals al quarto giro del Draft NBA 1972 (53ª scelta assoluta).